# أولد فورت (كارولاينا الشمالية)
أولد فورت (بالإنجليزية: Old Fort, North Carolina)‏ هي بلدة أمريكية تقع في الولايات المتحدة في مقاطعة مكداويل، كارولاينا الشمالية. يقدر عدد سكانها بـ 908 نسمة ومساحتها 3.2 كم2 ووترتفع عن سطح البحر 440 متر.

## التركيبة السكانية
حدّد مكتب تعداد الولايات المتحدة بيانات التركيبة السكانية لأولد فورت في تعداد الولايات المتحدة. في ما يلي، التركيبة السكانية حسب تعدادي 2000 و2010.

### تعداد عام 2000
بلغ عدد سكان أولد فورت 963 نسمة بحسب تعداد عام 2000، وبلغ عدد الأسر 441 أسرة وعدد العائلات 269 عائلة مقيمة في البلدة. في حين سجلت الكثافة السكانية 302.8 نسمة لكل كيلومتر مربع (784.2/ميل2). وبلغ عدد الوحدات السكنية 496 وحدة بمتوسط كثافة قدره 156 لكل كيلومتر مربع (404.0/ميل2).
وتوزع التركيب العرقي للبلدة بنسبة 79.13% من البيض و17.24% من الأمريكيين الأفارقة و0.21% من الأمريكيين الأصليين و0.10% من الأمريكيين ذوي الأصول الآسيوية و0.83% من الأعراق الأخرى و2.49% من عرقين مختلطين أو أكثر و1.66% من الهسبانيون أو اللاتينيون من أي عرق.
بلغ عدد الأسر 441 أسرة كانت نسبة 30.4% منها لديها أطفال تحت سن الثامنة عشر تعيش معهم، وبلغت نسبة الأزواج القاطنين مع بعضهم البعض 37.9% من أصل المجموع الكلي للأسر، ونسبة 14.5% من الأسر كان لديها معيلات من الإناث دون وجود شريك،  بينما كانت نسبة 8.6% من الأسر لديها معيلون من الذكور دون وجود شريكة وكانت نسبة 39% من غير العائلات. تألفت نسبة 35.8% من أصل جميع الأسر من عدة أفراد يعيشون في نفس المنزل ونسبة 16.1% كانت تتألف من شخص يعيش بمفرده يبلغ من العمر 65 عاماً أو أكثر. وبلغ متوسط حجم الأسرة المعيشية 2.18، أما متوسط حجم العائلات فبلغ 2.76.
بلغ العمر الوسطي للسكان 40.0 عاماً. وكانت نسبة 23.3% من القاطنين تحت سن الثامنة عشر، وكانت نسبة 6.1% بين الثامنة عشر والرابعة والعشرين عاماً، ونسبة 27% كانت واقعةً في الفئة العمرية ما بين الخامسة والعشرين والرابعة والأربعين عاماً، ونسبة 23.6% كانت ما بين الخامسة والأربعين والرابعة والستين، ونسبة 20% كانت ضمن فئة الخامسة والستين عاماً فما فوق. يوجد لكل 100 أنثى 91.5 ذكر، ويوجد لكل 100 أنثى في الثامنة عشر من عمرها فما فوق 87.1 ذكر.
بلغ متوسط دخل الأسرة في البلدة 25,000 دولارًا، أما متوسط دخل العائلة فبلغ 28,854 دولارًا. وكان متوسط دخل الذكور 25,347 دولارًا مقابل 21,058 دولارًا للإناث. وسجل دخل الفرد الخاص بالبلدة 20,782 دولارًا. وكانت نسبة 8.7% من العائلات ونسبة 17% من السكان تحت خط الفقر، وكان من هؤلاء نسبة 23.9% تحت سن الثامنة عشر ونسبة 15.3% في الخامسة والستين من العمر وما فوق.

### تعداد عام 2010
بلغ عدد سكان أولد فورت 908 نسمة بحسب تعداد عام 2010، وبلغ عدد الأسر 421 أسرة وعدد العائلات 254 عائلة مقيمة في البلدة. في حين سجلت الكثافة السكانية 285.5 نسمة لكل كيلومتر مربع (739.4/ميل2). وبلغ عدد الوحدات السكنية 487 وحدة بمتوسط كثافة قدره 153.1 لكل كيلومتر مربع (396.5/ميل2).
وتوزع التركيب العرقي للبلدة بنسبة 83.81% من البيض و13.55% من الأمريكيين الأفارقة و0.11% من الأمريكيين الأصليين و0.33% من الأمريكيين ذوي الأصول الآسيوية و0.88% من الأعراق الأخرى و1.32% من عرقين مختلطين أو أكثر و2.86% من الهسبانيون أو اللاتينيون من أي عرق.
بلغ عدد الأسر 421 أسرة كانت نسبة 25.4% منها لديها أطفال تحت سن الثامنة عشر تعيش معهم، وبلغت نسبة الأزواج القاطنين مع بعضهم البعض 37.8% من أصل المجموع الكلي للأسر، ونسبة 17.1% من الأسر كان لديها معيلات من الإناث دون وجود شريك،  بينما كانت نسبة 5.5% من الأسر لديها معيلون من الذكور دون وجود شريكة وكانت نسبة 39.7% من غير العائلات. تألفت نسبة 34.7% من أصل جميع الأسر من عدة أفراد يعيشون في نفس المنزل ونسبة 16.9% كانت تتألف من شخص يعيش بمفرده يبلغ من العمر 65 عاماً أو أكثر. وبلغ متوسط حجم الأسرة المعيشية 2.16، أما متوسط حجم العائلات فبلغ 2.76.
بلغ العمر الوسطي للسكان 44.1 عاماً. وكانت نسبة 19.4% من القاطنين تحت سن الثامنة عشر، وكانت نسبة 7.6% بين الثامنة عشر والرابعة والعشرين عاماً، ونسبة 24.2% كانت واقعةً في الفئة العمرية ما بين الخامسة والعشرين والرابعة والأربعين عاماً، ونسبة 27.8% كانت ما بين الخامسة والأربعين والرابعة والستين، ونسبة 21% كانت ضمن فئة الخامسة والستين عاماً فما فوق. وتوزع التركيب الجنسي للسكان بنسبة 47.4% ذكور و52.6% إناث.